# Duszpasterz akademicki
Duszpasterz akademicki – kapłan diecezjalny lub zakonny, któremu zostało powierzone zadanie opieki nad grupą wiernych związanych z konkretnym ośrodkiem akademickim. Duszpasterze akademiccy wybierani są przez biskupów ordynariuszy lub też wybór, dokonany np. przez przełożonego zakonnego, jest tylko przez nich zatwierdzany. Rezydują najczęściej przy specjalnych kościołach lub kaplicach akademickich, bądź też uniwersyteckich.
Głównym zadaniem duszpasterzy akademickich jest realizowanie misji Kościoła w środowisku akademickim. Do ich zadań należy m.in. przygotowanie studentów do życia w małżeństwie i rodzinie, pomoc w odkrywaniu powołania i chrześcijańska formacja intelektualna. Według Jana Pawła II, Kościół zachęca duszpasterzy, aby byli też ewangelizatorami kultury.